# Quận XXIII, Budapest
Quận XXIII, Budapest là một quận thuộc hạt főváros, Hungary. Quận này có diện tích 40,77 km², dân số năm 2010 là 20056 người, mật độ 492 người/km².